# رینگوود، نیوجرسی
رینگوود (به انگلیسی: Ringwood) شهری در ایالت نیوجرسی کشور ایالات متحده آمریکا است که جمعیت آن در سرشماری سال ۲۰۱۰ میلادی، ۱۲٬۲۲۸ نفر بوده‌است.